# Sala de cine

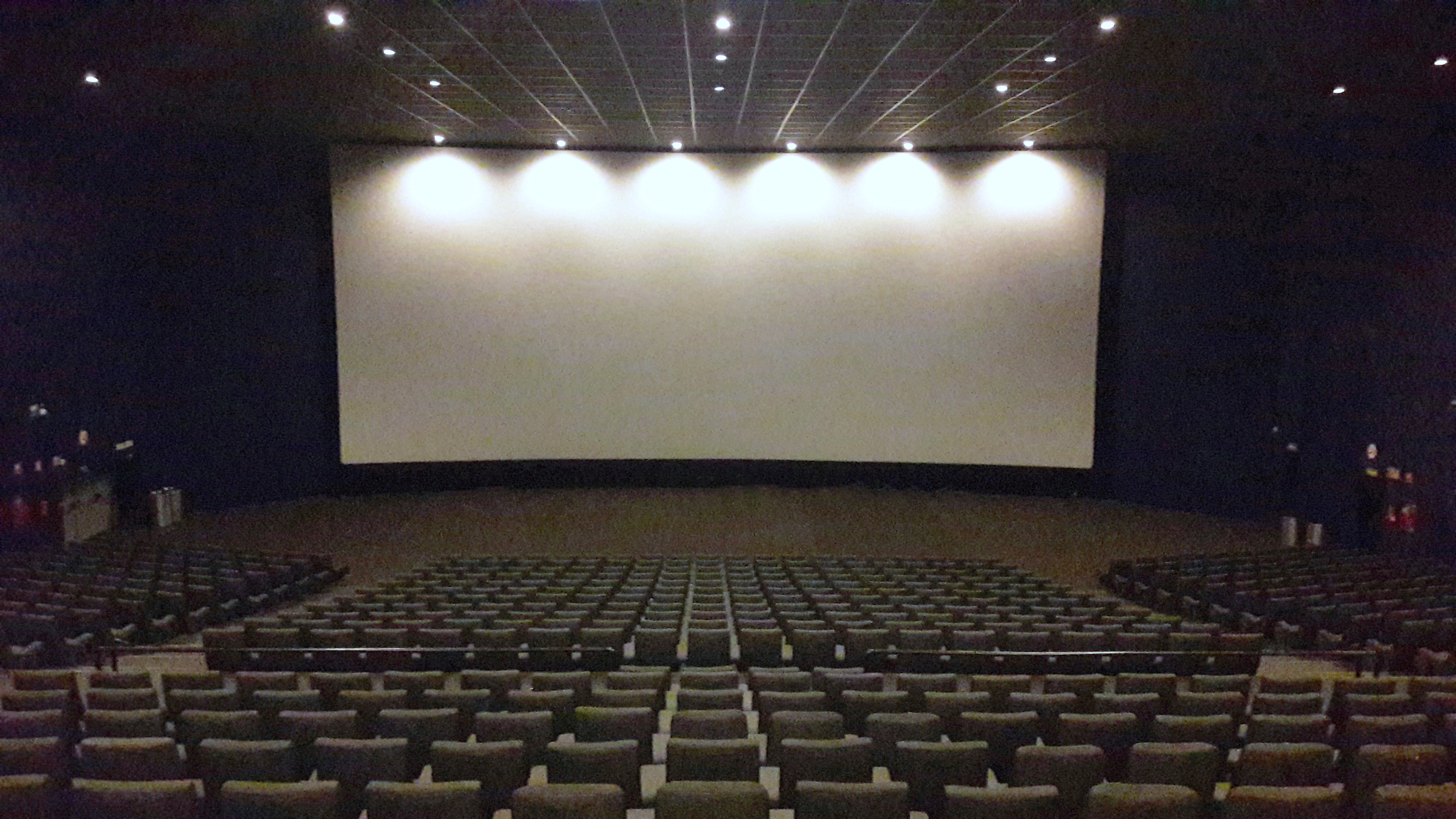
Cine Kinepolis en Madrid.

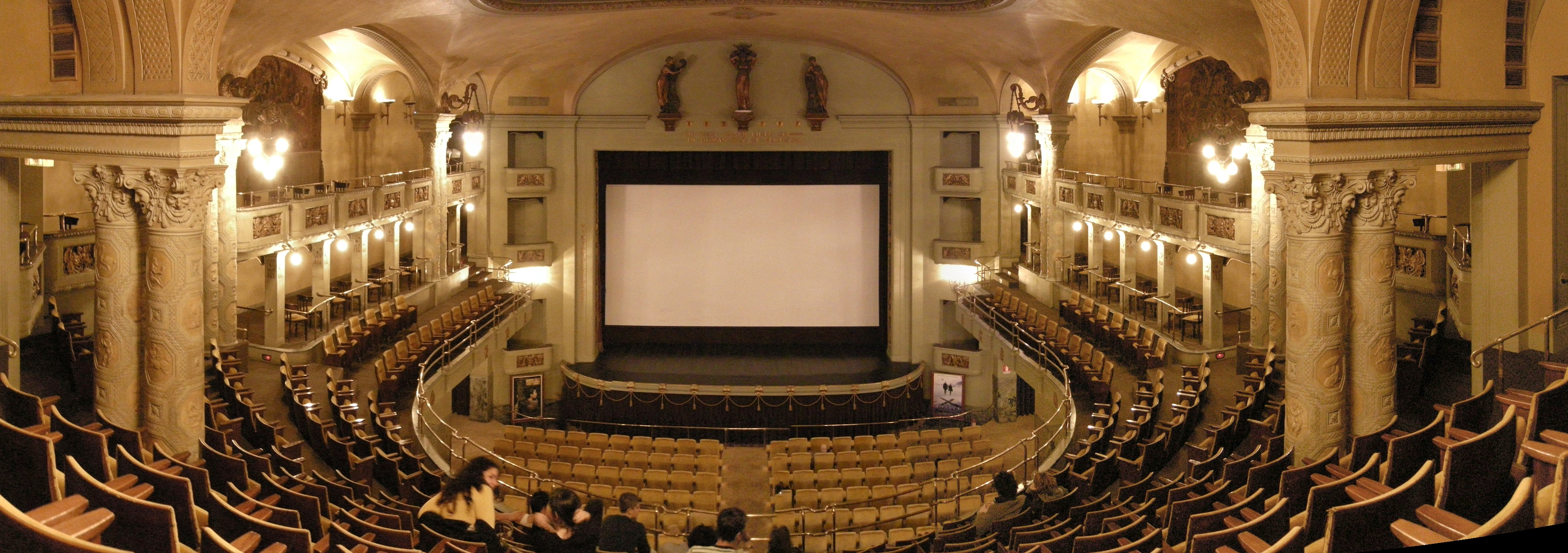
Cinema Odeon de Florencia.

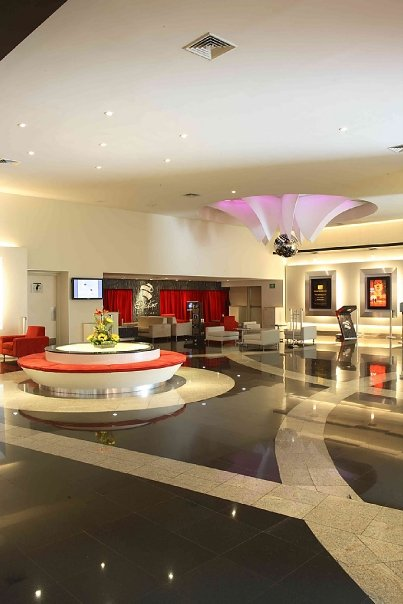
Salas de Cine en México.

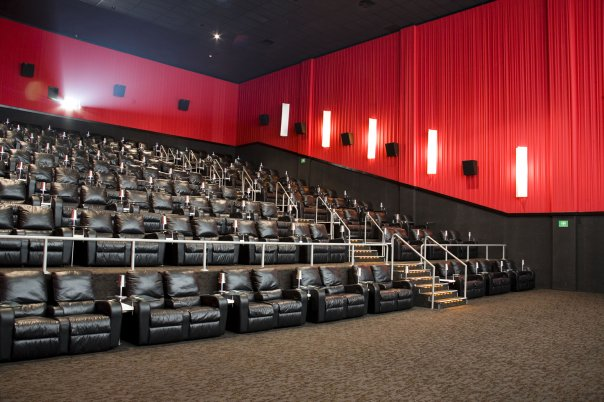
Cinemex Platino en México.

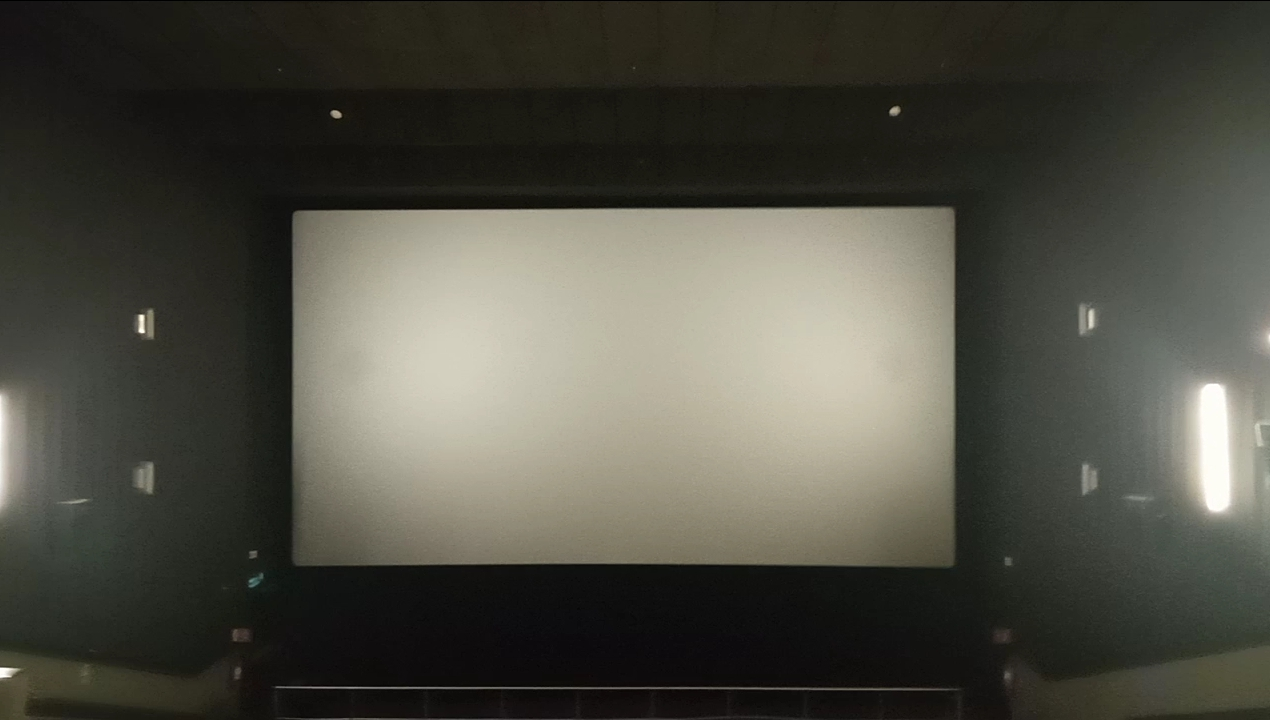
Sala de cine de la cadena Cinépolis ubicada en la Ciudad de Panamá.

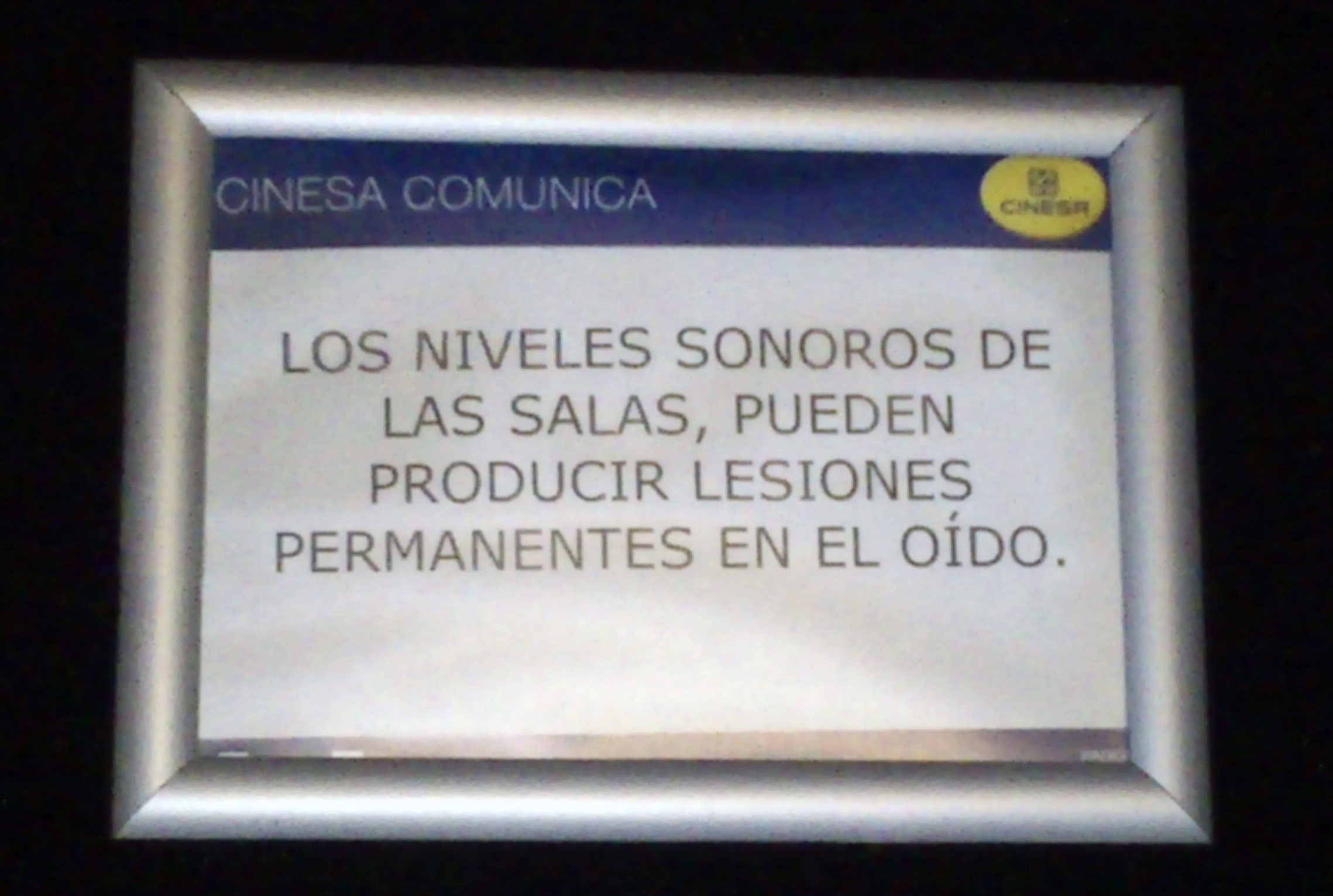
En modernas salas de cine son frecuentes los niveles sonoros excesivamente altos. Aviso en una sala Cinesa en Madrid.

Una sala de cine, sala de proyección, cinema, o simplemente cine es un espacio acondicionado para la exhibición de películas compuesto por lo general de una pantalla de proyección y un patio de butacas.
Las salas de cine a lo largo de la historia se han ido transformando en función de los avances tecnológicos, los cambios en los hábitos de consumo del público y como respuesta a formas de ocio alternativas. Por ello a lo largo de la historia se ha pasado de pantallas casi cuadradas a pantallas más panorámicas, para competir con la televisión. De cines de una sola sala a cines con varias salas ofreciendo una mayor oferta. Inclusión de complejos de multicines en centros comerciales como parte de una oferta conjunta de ocio y consumo, etc. Podrán serlo una sala de cine, televisión y computadora.
La intención es facilitar y simplificar el acceso a la oferta cinematográfica, así como una mejora constante en las condiciones de exhibición que mantengan el hecho diferenciador de las salas respecto al visionado en televisión, cada vez más competitivo.
Actualmente, la sala de cine más grande del mundo se encuentra en el cine Kinepolis de Ciudad de la Imagen, Pozuelo de Alarcón (Madrid, España).[cita requerida]

## Diseño

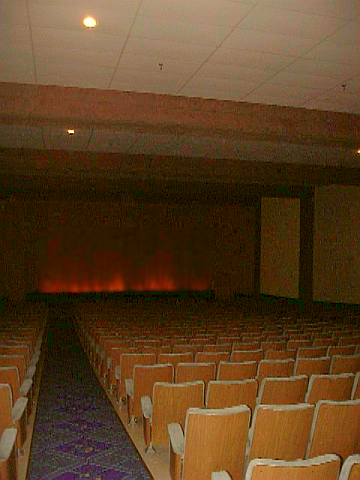
Interior de un auditorio de cine de bellas artes al estilo de los años cincuenta. Se utiliza un suelo de visión de tono bajo.

Tradicionalmente, una sala de cine, al igual que un escenario, consta de un único auditorio con filas de cómodos asientos acolchados, así como de una zona de vestíbulo que contiene una taquilla para comprar las entradas. Los cines también suelen tener un puesto de venta para comprar aperitivos y bebidas dentro del vestíbulo del cine. También incluyen pósteres de películas, juegos de arcades y baños. A veces, los teatros de escenario se convierten en salas de cine colocando una pantalla delante del escenario y añadiendo un proyector; esta conversión puede ser permanente o temporal para proyectar películas de arte y ensayo a un público acostumbrado a las obras de teatro. Las características familiares de entrada relativamente baja y asientos abiertos se deben a Samuel Roxy Rotal, uno de los primeros empresarios de cines. Muchos de estos primeros teatros contienen un balcón, un nivel elevado a través del auditorio por encima de los asientos posteriores del teatro. Las butacas del piso principal de atrás, "logo", eran a veces más grandes, más blandas y más espaciadas y se vendían a un precio más alto. En los pisos de espectadores convencionales de poca altura, la disposición preferida de los asientos es utilizar filas escalonadas. Aunque se trata de un uso menos eficiente del espacio del suelo, esto permite una línea de visión algo mejorada entre los espectadores sentados en la siguiente fila hacia la pantalla, siempre que no se inclinen unos hacia otros.
Los "asientos de estadio", no sirven para nada  mientras estas lejos. Populares en los multicines modernos, se remontan en realidad a la década de 1920. En 1922, el Princesa teatro de Honolulu (Hawái) contaba con "asientos de estadio", filas de butacas muy inclinadas que se extendían desde delante de la pantalla hacia el techo. De este modo, los espectadores tienen una línea de visión clara por encima de las cabezas de los que están sentados delante de ellos. Los modernos "asientos de estadio" se utilizaron en los cines IMAX, que tienen pantallas muy altas, a partir de principios de la década de 1970.
Las filas de asientos están divididas por uno o más pasillos, de modo que rara vez hay más de 20 asientos en una fila. Esto facilita el acceso a los asientos, ya que el espacio entre filas es muy estrecho. Dependiendo del ángulo de inclinación de los asientos, los pasillos tienen escalones. En los teatros más antiguos, las luces de los pasillos solían estar integradas en los asientos de los extremos de cada fila para ayudar a los espectadores a orientarse en la oscuridad. Desde la llegada de los teatros de estadio con pasillos escalonados, cada escalón de los pasillos puede estar delineado con pequeñas Luces para evitar que los clientes tropiecen en el teatro oscuro. En las salas de cine, el auditorio también puede tener luces que van a un nivel bajo, cuando la película va a comenzar. Los cines suelen tener asientos elevados para que los niños y otras personas de baja estatura puedan sentarse más alto, para tener una mejor visión. Muchos cines modernos tienen zonas de asientos accesibles para los clientes en silla de ruedas.

### Multiplexos y megaplexos
Canadá fue el primer país del mundo en tener un cine de dos pantallas. El Elgin Theatre de Ottawa, Ontario, se convirtió en el primer local en ofrecer dos programas de cine en pantallas diferentes en 1957, cuando el propietario de un teatro canadiense Nat Taylor convirtió la sala de dos pantallas en una capaz de proyectar dos películas diferentes simultáneamente. Las fuentes canadienses atribuyen a Taylor el mérito de ser el inventor de los multicines o cineplex; posteriormente fundó la Cineplex Odeon Corporation, abriendo el Toronto Eaton Centre de 18 pantallas. Cineplex, el más grande del mundo en su momento, en Toronto, Ontario. En Estados Unidos, Stanley Durwood, de American Multi-Cinema (ahora AMC Theatres), es reconocido como el pionero de los multicines en 1963, tras darse cuenta de que podía operar varios auditorios adjuntos con el mismo personal necesario para uno solo mediante una cuidadosa gestión de las horas de inicio de cada película. El Ward Parkway Center de Kansas City (Missouri) fue el primer multicine de Estados Unidos.
Desde la década de 1960, los cines de múltiples pantallas se han convertido en la norma, y muchas salas existentes se han adaptado para que tengan múltiples auditorios. Una única zona de vestíbulo se comparte entre ellas. En la década de 1970, muchos grandes palacios de cine de los años 20 se convirtieron en salas de varias pantallas dividiendo sus grandes auditorios, y a veces incluso el espacio del escenario, en salas más pequeñas. Debido a su tamaño y a las comodidades que ofrecen, como asientos de lujo y un amplio servicio de comida y bebida, los multicines y megaplexos atraen a una zona geográfica más amplia que los cines más pequeños. Como regla general, atraen al público de un radio de ocho a doce millas, frente a un radio de tres a cinco millas para los cines más pequeños (aunque el tamaño de este radio depende de la densidad de población). Como resultado, la zona geográfica de los clientes de los multicines y megaplexes suele solaparse con la de los cines más pequeños, que se enfrentan a la amenaza de que su público sea desviado por los cines más grandes, que tienen una franja más amplia en el panorama cinematográfico.
En la mayoría de los mercados, casi todos los cines de una sola pantalla (a veces denominados "Uniplex") han desaparecido; los que quedan se utilizan generalmente para películas de cine de arte y ensayo, como el Crest Theatre en el centro de Sacramento, California, producciones a pequeña escala, festivales de cine u otras presentaciones. Debido al desarrollo tardío de los multicines, el término "cine" o "teatro" puede referirse a todo el complejo o a una sola sala, y a veces se utiliza "pantalla" para referirse a una sala. Una película popular puede proyectarse en varias pantallas en el mismo multicine, lo que reduce la oferta de otras películas pero ofrece más opciones de horarios o un mayor número de asientos para acomodar a los espectadores. Se pueden crear dos o tres pantallas dividiendo un cine ya existente (como hizo Durwood con su Roxy en 1964), pero los multicines de nueva construcción suelen tener al menos entre seis y ocho pantallas, y a menudo hasta doce, catorce, dieciséis o incluso dieciocho.
Aunque las definiciones varían, un gran multiplex con 20 o más pantallas suele denominarse "megaplex". Sin embargo, en el Reino Unido era una marca de Virgin Cinema (más tarde UGC). En general, se considera que el primer megaplex fue el Kinépolis de Bruselas (Bélgica), inaugurado en 1988 con 25 pantallas y un aforo de 7.500 espectadores. El primer cine de EE.UU. construido desde cero como megaplex fue el AMC Grand 24 de Dallas, Texas, que abrió sus puertas en mayo de 1995, mientras que el primer megaplex de EE.UU. basado en la ampliación de una instalación existente fue el Studio 28 de Grand Rapids, Michigan, que abrió sus puertas en noviembre de 1988 con 20 pantallas y un aforo de 6.000 personas.

### Autocine

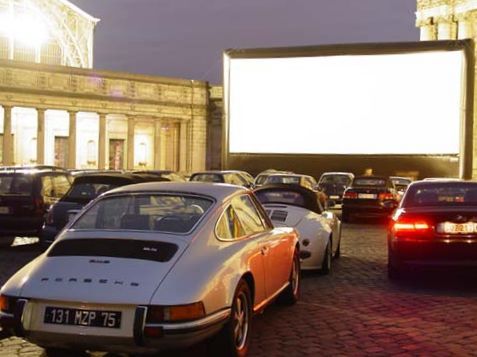
Un autocine con una pantalla de cine hinchable de 33 metros de ancho en el centro de Bruselas.

Un cine autocine es una zona de aparcamiento al aire libre con una pantalla -a veces una pantalla hinchable- en un extremo y una cabina de proyección en el otro. Los espectadores acceden en coche a las plazas de aparcamiento, que a veces están inclinadas hacia arriba en la parte delantera para ofrecer una visión más directa de la pantalla. Las películas suelen verse a través del parabrisas del coche, aunque algunas personas prefieren sentarse en el capó del mismo. También hay quien se sienta en el maletero (parte trasera) del coche si el espacio lo permite. El sonido se proporciona a través de altavoces portátiles situados junto a cada plaza de aparcamiento, o se emite en una frecuencia de radio FM, que se reproduce a través del sistema estéreo del coche. Debido a su naturaleza exterior, los autocines suelen funcionar sólo en temporada y después de la puesta de sol. Los autocines se encuentran principalmente en Estados Unidos, donde fueron especialmente populares en los años 50 y 60. En su día se contaban por miles, hoy quedan unos 400 en Estados Unidos. En algunos casos, se construyeron multicines o megaplex en los emplazamientos de antiguos autocines.

### Otros cines

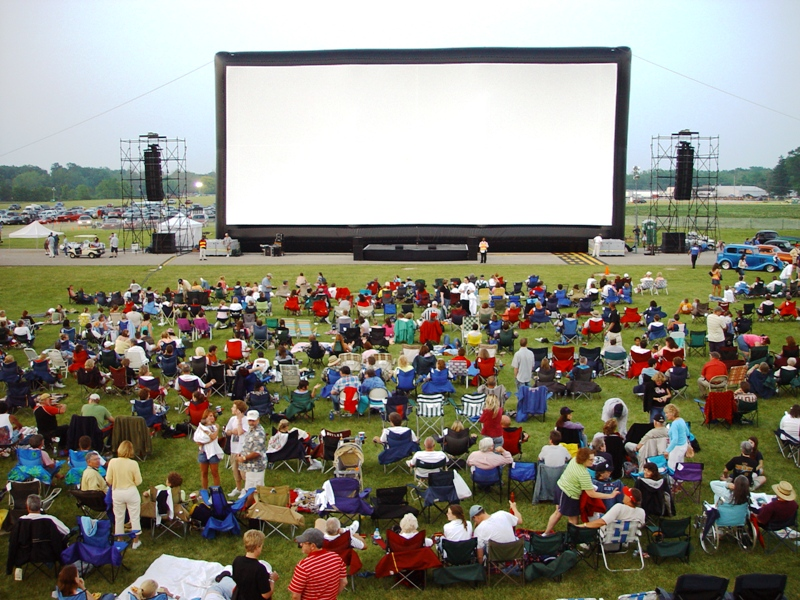
Una gigantesca pantalla de cine hinchable utilizada en un cine temporal al aire libre (cine al aire libre).

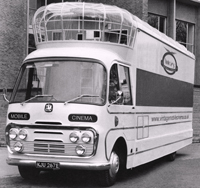
Cine móvil Bedford 1967.

Algunos cine al aire libre no son más que zonas de césped en las que el público se sienta en sillas, mantas o incluso en bañeras calientes, y ve la película en una pantalla temporal, o incluso en la pared de un edificio. Los colegios y universidades han patrocinado a menudo proyecciones de películas en las salas de conferencias. Los formatos de estas proyecciones incluyen 35 mm, 16 mm, DVD, VHS, e incluso 70 mm en raros casos. Algunos métodos alternativos de proyección de películas han sido populares en el pasado. En la década de 1980, la introducción de los casetes VHS hizo posible los video-salones, pequeñas salas donde los visitantes veían las películas en un gran televisor. Estos establecimientos fueron especialmente populares en la Unión Soviética, donde las empresas oficiales de distribución tardaban en adaptarse a los cambios de la demanda, por lo que los cines no podían proyectar las películas populares de Hollywood y películas asiáticas.
Por otro lado, algunas salas de cine ofrecen funciones distendidas adaptadas para reducir el aforo, la intensidad de la luz y el sonido, y ofrecen espacios de apoyo para personas con discapacidad sensorial o del espectro autista. Se popularizaron en Argentina en la década de 2010 y algunas películas de Disney se adaptaron a esta modalidad. Posteriormente, se extendieron a Perú.

### 3D

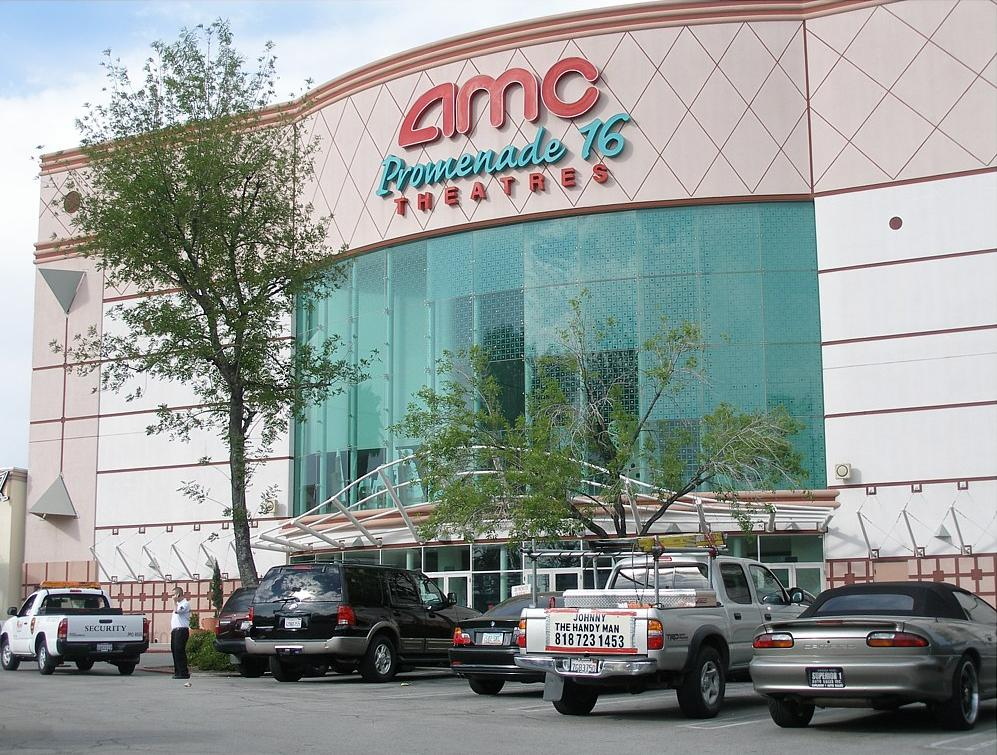
Un típico multiplex (AMC Promenade 16 en Woodland Hills, Los Ángeles).

El cine en 3D es un sistema de presentación de imágenes cinematográficas para que al espectador le parezcan tridimensionales. Los visitantes suelen pedir prestadas o guardar unas gafas especiales para usarlas mientras ven la película. Según el sistema utilizado, suelen ser gafas polarizadas. Las películas tridimensionales utilizan dos imágenes canalizadas, respectivamente, a los ojos derecho e izquierdo para simular la profundidad mediante el uso de gafas 3D con lentes rojas y azules (anaglifo), polarizadas (lineales y circulares) y otras técnicas. Las gafas 3D transmiten la imagen adecuada al ojo correspondiente y hacen que la imagen parezca "salir" hacia el espectador e incluso seguirlo cuando se mueve para que los espectadores vean relativamente la misma imagen.
Las primeras películas en 3D se presentaron en la década de 1920. Ha habido varias "olas" anteriores de distribución de películas en 3D, sobre todo en la década de 1950, cuando se promocionaron como una forma de ofrecer al público algo que no podía ver en casa en la televisión. Sin embargo, el proceso se desvaneció rápidamente y hasta ahora nunca ha sido más que una novedad periódica en la presentación de películas. La "era dorada" del cine en 3D comenzó a principios de los años 50 con el estreno del primer largometraje estereoscópico en color, Bwana Devil. La película estaba protagonizada por Robert Stack, Barbara Britton y Nigel Bruce. James Mage fue uno de los primeros pioneros de la moda del 3D. Utilizando su sistema Bolex 3D de 16 mm, estrenó su programa Triorama en febrero de 1953 con sus cuatro cortos: Sunday In Stereo, Indian Summer, American Life y This is Bolex Stereo. En 1953 se estrenaron dos películas pioneras en 3D: Man in the Dark de Columbia Pictures y House of Wax de Warner Bros. Pictures, la primera película en 3D con sonido estereofónico. Durante muchos años, la mayoría de las películas en 3-D se proyectaron en parques de atracciones e incluso se han utilizado técnicas "4-D" cuando se emplean ciertos efectos como la pulverización de agua, el movimiento de los asientos y otros efectos para simular las acciones que se ven en la pantalla. El primer declive de la moda de las salas de cine en 3D comenzó en agosto y septiembre de 1953.
En 2009, los exhibidores de cine se interesaron más por las películas en 3D. El número de pantallas 3D en los cines aumenta. La empresa RealD espera que haya 15.000 pantallas en todo el mundo en 2010. La disponibilidad de películas en 3D anima a los exhibidores a adoptar el cine digital y ofrece a las salas una forma de competir con los cine en casa. Un incentivo para que los cines proyecten películas en 3D es que, aunque la venta de entradas ha disminuido, los ingresos procedentes de las entradas en 3D han aumentado. En la década de 2010, las películas en 3D volvieron a ser populares. Se utiliza el sistema IMAX 3D y los sistemas digitales 3D (este último se utiliza en las películas de animación de Disney/Pixar).
El sistema RealD 3D funciona mediante un único proyector digital que intercambia las imágenes para los ojos. Delante del proyector se coloca un filtro que cambia la polarización de la luz que sale del proyector. Se utiliza una pantalla de plata para reflejar esta luz hacia el público y reducir la pérdida de brillo. Hay otros cuatro sistemas disponibles: Volfoni, Master Image, XpanD y Dolby 3D.
Cuando se utiliza un sistema que requiere unas gafas 3D baratas, a veces se las puede quedar el espectador. La mayoría de los cines tienen un coste fijo para el 3D, mientras que otros cobran por las gafas, pero esto último es poco común (al menos en Estados Unidos). Por ejemplo, en Cines Pathé en los Países Bajos la tarifa adicional por ver una película en 3D consiste en una tarifa fija de 1,50 euros, y una tarifa opcional de 1 euro por las gafas. Los titulares del pase Pathé Unlimited Gold (véase también más abajo) deben llevar sus propias gafas; en el precio se incluye un par, suministrado anualmente, más robusto que el tipo normal.

### IMAX
IMAX es un sistema que utiliza una película con un tamaño de fotograma más de diez veces superior al de una película de 35 mm para producir una calidad de imagen muy superior a la de la película convencional. Los cines IMAX utilizan una pantalla de gran tamaño y proyectores especiales. Inventado por una empresa canadiense, el primer cine IMAX permanente estuvo en el Ontario Place de Toronto (Canadá). Hasta 2016, los visitantes del cine IMAX anexo al National Science and Media Museum en Bradford, West Yorkshire, Inglaterra, Reino Unido, podían observar la cabina de proyección IMAX a través de una pared trasera de cristal y ver cómo se cargaban y proyectaban las películas de gran formato. También hay un cine IMAX en el Museo de la ciencia de Boston Massachusetts. La pantalla de cine más grande del mundo en Darling Harbour, Sídney, Australia es una sala IMAX.

## Gestión de las salas de cine
Las salas de cine están gestionadas por los exhibidores que son quienes rentan las copias de exhibición a los distribuidores. Por lo general, de la recaudación en salas, los exhibidores reciben entre un 40% y un 50% frente al 60% o 50% de los distribuidores. Aunque esas cifras varían según los distintos acuerdos entre distribuidoras y exhibidores, en función de si es una película muy esperada o no. Si la película es esperada o "taquillera", las casas distribuidoras piden el 60% de lo recaudado.
Se puede decir que hay distintos circuitos de exhibición. Por un lado están los grandes exhibidores, gestores casi siempre de complejos multisalas donde se exhiben por lo general las películas de mayor éxito o más accesibles al público mayoritario. Por otro lado están los exhibidores independientes, salas de una sola pantalla o que gestionan salas centradas en una oferta alternativa, a menudo en versión original, donde se exhiben películas más minoritarias. Salas que en este caso suelen ser más reducidas de acuerdo al número de gente que acude a las mismas.
Las cintas de la película, después de ser exhibidas por el tiempo pactado (una semana, dos semanas, etc.) son devueltas a las distribuidoras, otorgándole un número de guía, que es el número de envío de la paquetería en que se envió. Si no se entrega dicho número de guía, la distribuidora presumirá que la película sigue en poder del complejo cinematográfico, por lo que se hará acreedor a una sanción económica que puede rondar los 1.300 dólares.

## Sonido Dolby Digital
En una cinta de película el sonido Dolby Digital, es opticamente codificado directamente sobre la película en los espacios que se encuentran entre las perforaciones de la cinta. Colocado la pista de sonido directamente sobre la cinta, permite que esta coexista con la pista análoga. Se ha comprobado que el área de las perforaciones es altamente resistente al deterioro o rasgado de la cinta, lo que evita saltos en el sonido.
La información contenida en cada uno de los seis canales disponibles es distinta e independiente. Estos seis canales se describen como sistema de "5.1 canales", esto por que hay cinco canales de banda ancha que oscilan en un rango de frecuencia de 3 Hz a 20 kHz para el frente, izquierdo y derecho, centro y surround, más un canal subwoofer de efectos a bajas frecuencias de 3 a 120 hz.

## Presentación

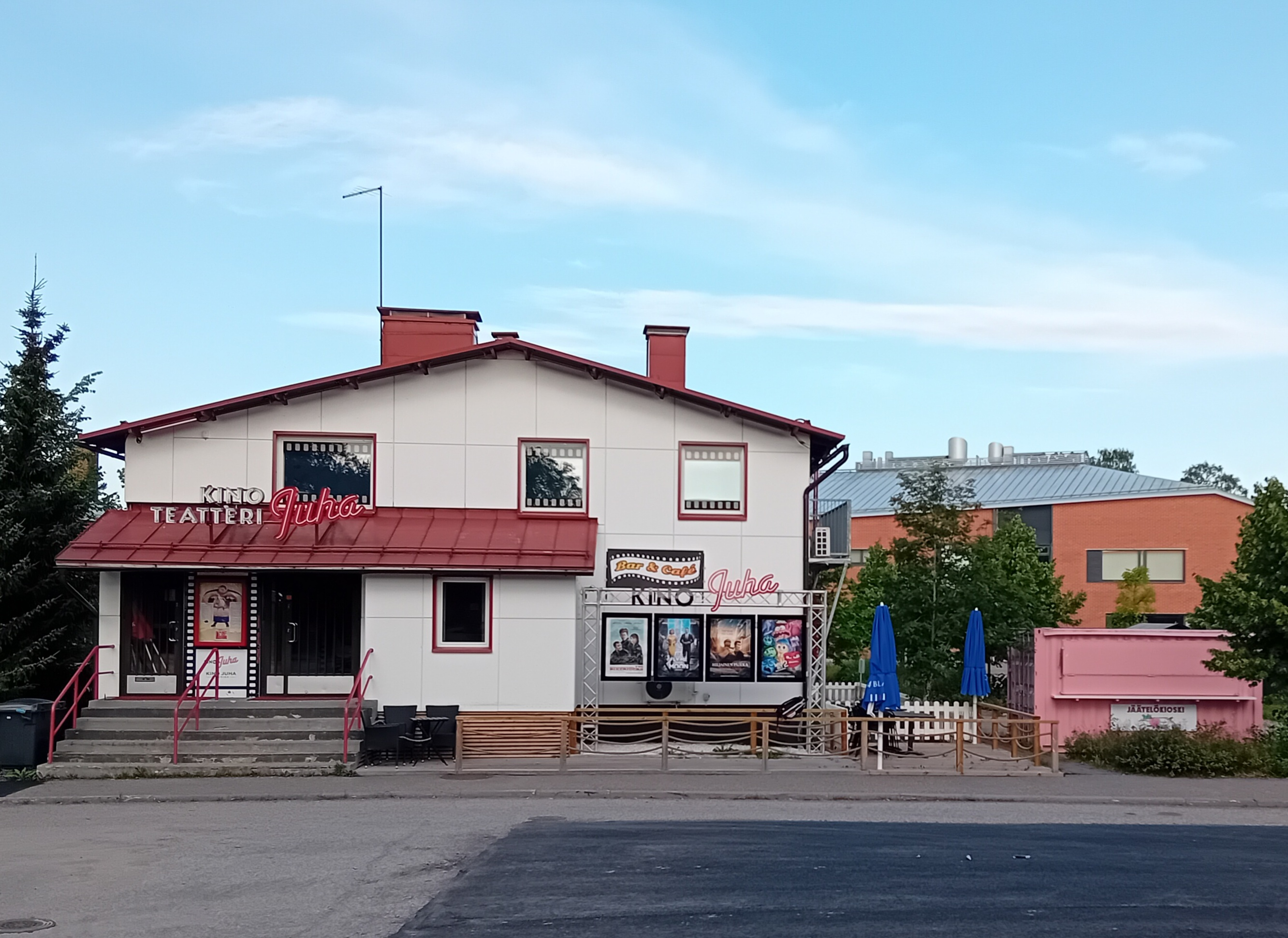
Kino Juha en Nurmijärvi, Finlandia.

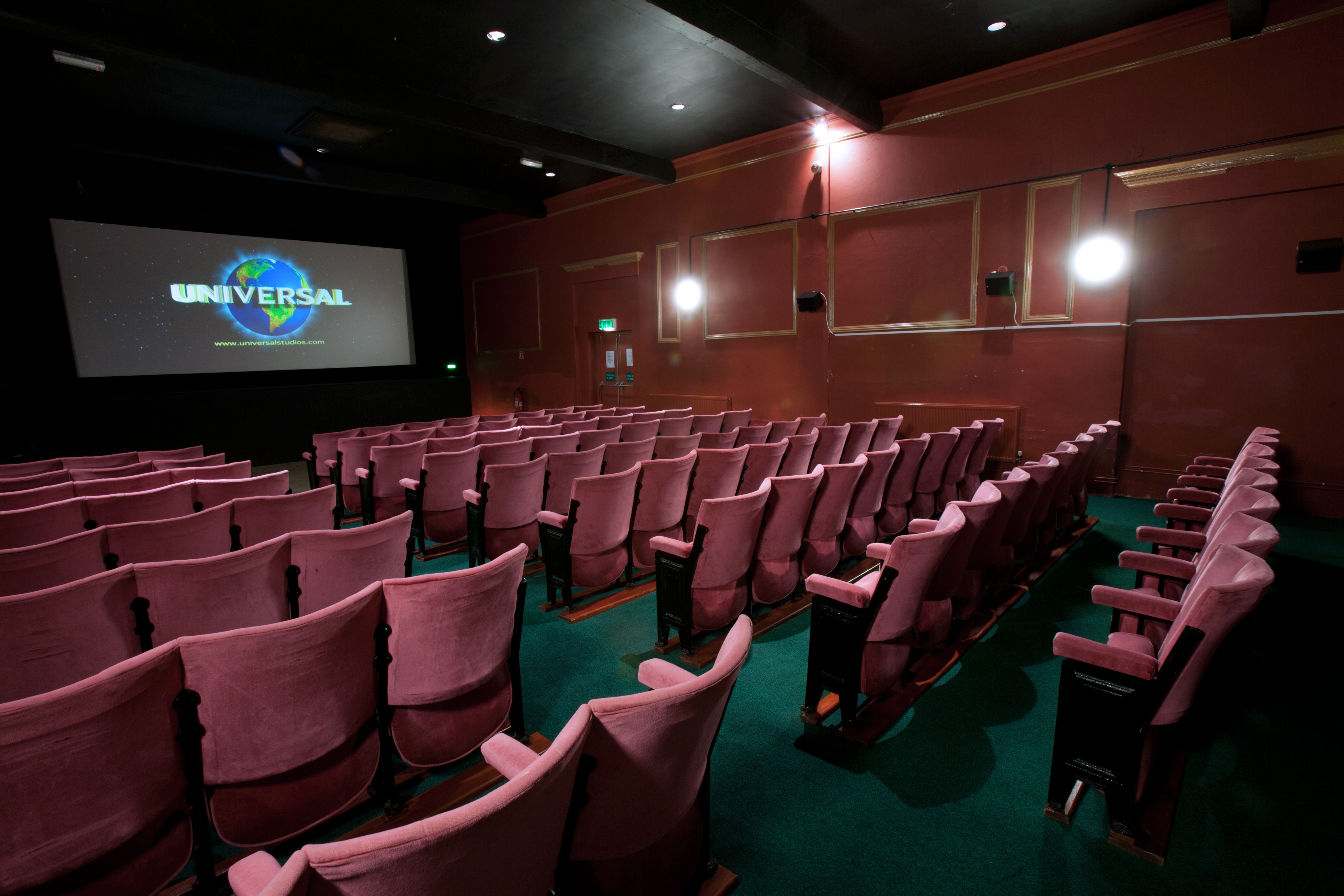
Ultimate Palace Cinema, de Oxford.

Desde 1970, una típica función muestra una sola película, además de anuncios publicitarios y adelantos de filmes en producción. Anteriormente hubo otros esquemas. Originalmente la película era precedida por actos de variedades, los cuales más tarde se combinarían (para después desaparecer de los cines) con cortometrajes. Normalmente una (o años más tarde dos) películas con:
- un noticiero (ej: el NO-DO, o el Noticiero Emelco)
- una comedia (ej: Laurel y Hardy, o Los tres chiflados)
- seriales (ej: Las aventuras de Flash Gordon) y
- uno o dos dibujos animados (ej: Bugs Bunny, o Mickey Mouse)

Años después se añadirían:
- películas turísticas o de interés cultural (ej: los viajes de James Fitzpatrick, o los cortometrajes de Mecánica Popular).
- un cortometraje musical o de variedades.

Una nueva modificación al sistema comenzó en 1950 cuando, con el fin del block booking (técnica usada por los estudios para forzar a sus circuitos de proyección a exhibir determinados cortometrajes con una misma película) y la creciente popularidad de la televisión, los cines comenzaron a usar el sistema double feature. (dos filmes por función) En Estados Unidos y Canadá, los autocines habían conseguido tal popularidad, que comenzaron a exhibir tres películas "generalmente de muy bajo presupuesto" por función (triple feature).

## Salas de cine en España
Según el censo de la Asociación para la Investigación de Medios de Comunicación (AIMC) de 2017, la provincia con más salas de cine en España era la de Madrid con 493, y la segunda era la de Barcelona con 451. Por lo que se refiere a las comunidades autónomas, Cataluña era la que más salas de cine tenía, con 646 salas.
En cuanto al número total de locales de exhibición en España, en 2017 se contaron 699, representando un aumento de 24 locales respecto el número de locales que se contaron el año anterior.
En 2017, 448 municipios de España disponían de al menos una sala de cine, la suma de la población de los que representaba que un 61,9% de la población española vivía en un municipio con cine.
El número total de pantallas de cine en España en 2017 subía hasta la suma de 3.534 pantallas, las cuales estaban acompañadas por un total de 789.130 butacas. Del total de pantallas contabilizadas, en un 97% de ellas los filmes eran proyectados con proyectores digitales. Por lo tanto, se puede afirmar que la digitalización en las salas de cine en España es casi total. Del porcentaje restante el que representa el número de salas no digitalizadas, el 96,1% son locales de exhibición pequeños de una única sala.
Respecto a la implementación del cine 3D en España, en 2017 el 50,6% del total de locales tenían al menos una sala 3D. En cuanto al porcentaje que representan el número de pantallas 3D sobre el total de pantallas en España, este llegaba hasta el 27,1% del total.
En el ámbito de la exhibición de filmes en España, destacan empresas las que tienen presencia en muchos locales de exhibición, como por ejemplo el Grupo Balaña.